# エドガルド・コデサル・メンデス
エドガルド・コデサル・メンデス（Edgardo Codesal Méndez、1951年6月2日 - ）はウルグアイ出身のメキシコ人サッカー審判員である。

## 概要
ウルグアイとメキシコの二重国籍を持つ。1976年に審判員の資格を取得、1977年にプリメーラ・ディビシオン (ウルグアイ)で初めて審判を務めた。1980年にメキシコサッカー連盟の招待に応じてメキシコに渡り、以降メキシコで審判を務めるようになった。1985年にFIFAのライセンスを取得し1994年までFIFA国際審判員として活動していた。1990 FIFAワールドカップでは決勝戦の審判を務めた。彼は北中米カリブ海地域初のFIFAワールドカップ決勝戦の主審となった。また、1999 FIFA女子ワールドカップでは審判委員長を務めている。

## 担当した主な国際大会

### 1990 FIFAワールドカップ
1990 FIFAワールドカップでは3試合で審判を担当した。
- グループリーググループA: イタリア代表対アメリカ合衆国代表
- 準々決勝: イングランド代表対カメルーン代表
- 決勝戦: 西ドイツ代表対アルゼンチン代表